# Moroteuthis robusta
Moroteuthis robusta är en bläckfiskart som först beskrevs av Addison Emery Verrill 1876.  Moroteuthis robusta ingår i släktet Moroteuthis och familjen Onychoteuthidae. Inga underarter finns listade i Catalogue of Life.

## Bildgalleri

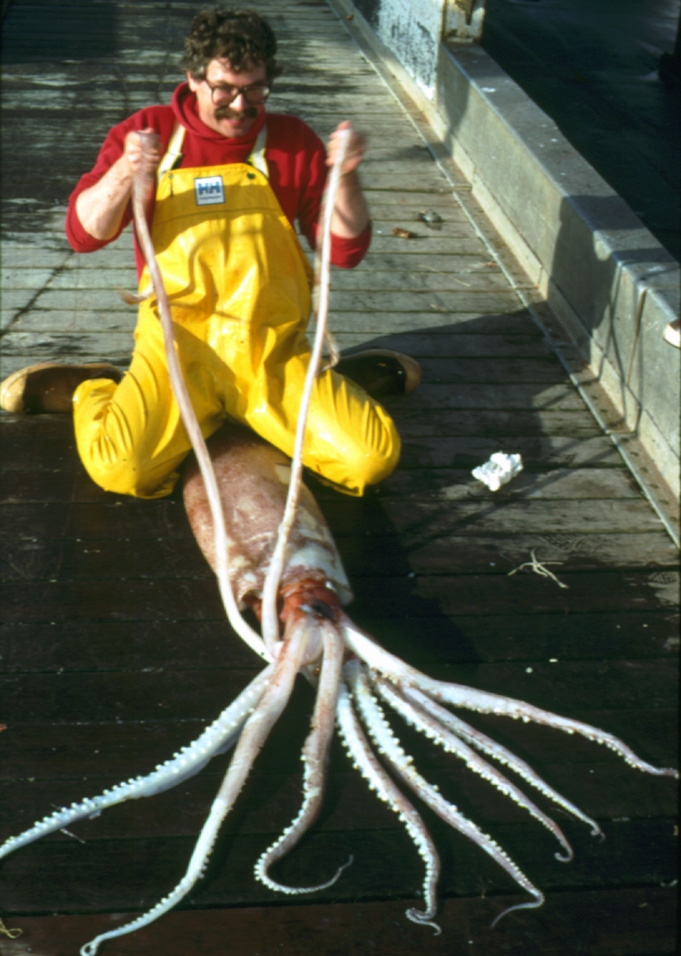